# Mstislav I
Mstislav I Vladimirovitsj, bijgenaamd "de Grote", (Russisch: Мстислав Владимирович Великий) (Toerov, 1 juni 1076 - Kiev, 14 april 1132) was vanaf 1125 tot aan zijn dood grootvorst van Kiev. Hij was de zoon van Vladimir Monomach en Gytha, volgens bronnen uit de dertiende eeuw was Gytha een buitenechtelijke dochter van Harold II van Engeland - vermoedelijk Eadgyth (ca. 1055 - Heilige Land, 10 maart 1099). Mstislav komt in de saga's voor onder de naam Harald. Hij is gedoopt met de naam Theodorus.

## Biografie
Als eerste in lijn voor de opvolging van zijn vader bestuurde Mstislav gedurende twee periodes Novgorod (1088-1093) en (1095-1117). In 1094 bestuurde  hij Rostov. In 1117 kreeg hij het bestuur van Belgorod Kievsky (bij Kiev) en kreeg hij aandeel in het bestuur van zijn vader. Mstislav bouwde een groot aantal kerken in Novgorod, waaronder de Nicolaaskathedraal en het Antoniusklooster. Mstislav voerde verschillende oorlog tegen de Koemanen en de Esten, tevens versloeg hij zijn oom Oleg van Tsjernihiv in 1096. 
Mstislav volgde zijn vader op in 1125. Hij bleef op grote schaal oorlog voeren tegen de Koemanen (1129), de Esten (1130), de Litouwers (1131) en het vorstendom Polotsk (1127, 1129). Mstislav verbande de meeste leden van de regerende familie van Polotsk naar het Byzantijnse Rijk. Hij liet Polotsk besturen door zijn zoon Sviatopolk, maar die zou in 1139 worden verdreven door de bevolking van de stad Polotsk, die vervolgens de bannelingen terug liet komen. Ook liet Mstislav een aantal kerken bouwen in Kiev waaronder een familie-grafkerk in Berestovo en een Mariakerk.
Toen Mstitislav in 1135 overleed werd hij opgevolgd door zijn broer Jaropolk. Het einde van de regering van Mstislav was ook het einde van de eenheid van het Kievse Rijk. Jaropolk, zijn jongere broer Joeri Dolgoroeki en Mstislav's schoonzoon Vsevolod II van Novgorod, zoon van Oleg van Tsjernihiv, begonnen een machtsstrijd die generaties zou voortduren.

## Huwelijken en kinderen
Mstislav trouwde ca. 1095 met Kristina van Zweden, dochter van koning Inge I van Zweden en Helena, zij kregen de volgende kinderen:
- Vsevolod Mstislavitsj;
- Ingeborg (ovl. na 1131) trouwde met Knoet Lavard;
- Malmfrida (ovl. na 1137) trouwde met Sigurd I van Noorwegen en Erik II van Denemarken;
- dochter (Rogneda?), 1112 getrouwd met Jaroslav van Wolynië (ovl. 1123), gescheiden in 1118. Ze kregen twee kinderen: Vjatsjeslav, vorst van Smolensk, en Pribislava, getrouwd met Ratibor van Pommeren;
- Maria, trouwde met Vsevolod II van Novgorod;
- Izjaslav, later grootvorst van Kiev;
- Ksenia, getrouwd met Brjatsjislav van Polotsk;
- Svjatopolk (ovl. 1154), vorst van Polotsk (1132), Novgorod (1142-1148), Wolynië (1147);
- Dobrodjeja, veranderde haar naam in Eupraxia, (ovl. voor 1136), trouwde met Alexios Komnenos (1106-zomer 1142), medekeizer van zijn vader Johannes II Komnenos. Hun dochter Maria trouwde met Alexios Axuches, hertog van Cilicië, zij stierf krankzinnig;
- Rostislav, vorst van Smolensk, Novgorod en grootvorst van Kiev.

Kristina overleed op 18 januari 1122 en in dat jaar hertrouwde Mstislav met Ljoebava Dmitriejevna, dochter van de bojaar Dmitri Zaviditsj uit Novgorod. Zij kregen de volgende kinderen:
- Euphrosina van Kiev, trouwde met Géza II van Hongarije;
- Vladimir (1132-30 May 1174), trouwde met een dochter van Beloš Vukanović, paltsgraaf en opperbevelhebber van Hongarije.